# Parc national de Takamanda
Le parc national de Takamanda (anglais : Takamanda National Park) est une zone protégée au Cameroun, mise en place en 2008 pour contribuer à protéger une espèce menacée, le gorille de Cross River (Gorilla gorilla diehli). Il longe le parc national de Cross River nigérian dans une région boisée au relief contrasté. Issue d'une réserve britannique, l’aire vise désormais à limiter l'impact des activités humaines sur l’écosystème, mais des problèmes de gestion limitent son efficacité. Elle abrite cependant une riche biodiversité, dont des espèces menacées.

## Géographie
Le parc est situé au sud-ouest de la sous-préfecture d’Akwaya, dans la Région anglophone du  Sud-Ouest du Cameroun. Il longe la frontière avec le Nigeria. Son altitude varie de 115 à 1 706 mètres, c'est dans le nord du parc que l'altitude est la plus élevée et les reliefs y sont très accentués. Le climat est pluvieux et humide, avec une pluviométrie annuelle moyenne supérieure à 3 000 mm et une température annuelle moyenne de 27 °C. Il est adjacent au parc national de Cross River, ce qui permet des plans de conservation conjoints avec le Nigeria.

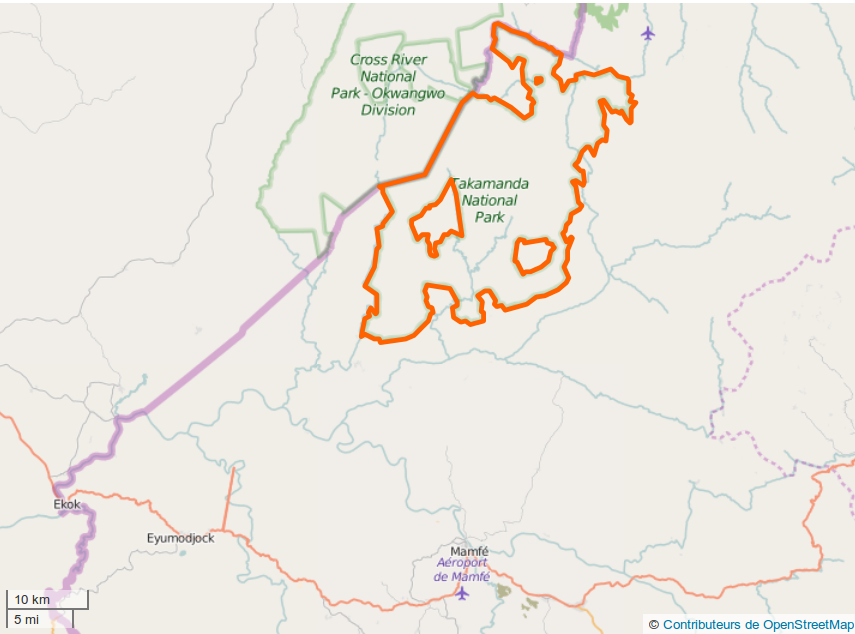

### Hydrographie
L’Oyi, affluent de la Cross-River, forme une limite.

### Climat
Le climat est de type équatorial avec une seule longue saison humide avec 200 mm de précipitations par mois, d´Avril à Octobre. Les températures moyennes mensuelles vont de 25°C à 27,8°C. Avril est le mois le plus chaud. L’humidité est très élevée.

## Histoire et statut
La réserve forestière de Takamanda voit le jour par le décret 53 du 23 Août 1934[réf. nécessaire].Situé à au alentour de ouest du Cameroun, le Parc National de Takamanda est un sanctuaire de biodiversité, de culture et de beauté naturelle. Chaque année, cet endroit impressionnant et  attire l’attention des voyageurs d’une véritable rencontre avec la nature sauvage. Elle fait partie du domaine privé de l’État. En 1934, l'administration coloniale britannique crée une réserve forestière à l'emplacement actuel du parc, destinée à l'exploitation. À la suite d'une conférence consacrée au gorille de la rivière Cross en 2003, le processus de reclassement est enclenché et le Premier ministre Ephraïm Inoni le transforme en parc national en 2008 par décret.
Il y a une initiative pour la conservation de ce site par la GTZ et le WWF. Le programme prévoit la participation des populations locales. Les priorités retenues portent sur la conservation du gorille et des autres espèces, l’éducation des populations locales, l’exclusion des habitats dégradés au Nord de la réserve et l’inclusion des habitats plus convenables au gorille dans le Sud-Est[réf. nécessaire].

## Aménagement, gestion
Le statut d'aire protégée, au Cameroun, réduit l'accès aux ressources naturelles pour les riverains, en effet les objectifs affichés des aires protégées sont entièrement tournés vers la conservation de la nature.
Les financements proviennent principalement de la coopération au développement allemande. C'est également l'un de ses organismes qui est chargé de mettre en œuvre le plan de développement économique local pour remplacer l'usage des produits forestiers dans les revenus des populations locales. La wildlife Conservation Society est chargée, quant à elle, du programme de protection et surveillance de l'aire protégée. Elle doit également participer à la sensibilisation à la protection de l'environnement.
C'est le ministère des Forêts et de la Faune du Cameroun qui détient intégralement l'autorité administrative et de police de l'environnement.

### Zonage
Le parc national de Takamanda comporte des terrains montagneux, des forêts et des rivières. Il est principalement constitué de forêt pluviale de montagne, avec une grande élévation variant de 300 à 1 900 mètres au-dessus du niveau de la mer.
Trois villages sont enclavés dans le périmètre du parc, mais n'en font pas partie : Obonyi I, Obonyi III et Kekpani. Matene est également isolé entre le parc et la frontière avec le Nigeria voisin, dans la partie nord du parc. Des droits de passage, sur les sentiers reliant ces localités avec le reste du pays, ont été accordés à leurs habitants, pour traverser les zones interdites par ailleurs.
Le parc national est divisé en trois zones à la gestion différenciée :
|                    | Zone principale | zone à accès limité | zone écologique fragile |
| ------------------ | --- | --- | --- |
| Superficie         | 26 554 ha (milieu) | 23 757 ha (sud) | 11 982 ha (nord) |
| Objectifs          | - Conservation animale (rôle de réservoir) - Régénération des espèces végétales fournissant des produits forestiers non ligneux - « Réduire l'influence humaine » - Vocation touristique et de recherche scientifique | - Faciliter la régénération des ressources naturelles (poissons et PFNL) - Secondairement, permettre aux populations locales de subvenir à leurs besoins en PFNL et en poissons | - Protéger la réserve en eau - Protéger la forêt, contre les incendies notamment                                                       |
| Restrictions       | - Interdiction de récolte du bâton de Hausa et de Yoruba, et contrôle de la récolte des autres PFNL - Interdiction de la chasse et de la pêche                                                                        | - L'utilisation des sites sacrés est autorisée - La pêche traditionnelle, sans produits chimiques, est autorisée - La récolte des PFNL est autorisée toute l'année mais limitée pour les besoins des ménages, idem pour les plantes médicinales - Interdiction de la récolte de bâton de Hausa et de Yoruba | - Interdiction du brûlis (incendie volontaire) - Interdiction du pâturage - la récolte « contrôlée et durable » des PFNL est autorisée |
| Mesures de gestion | - Patrouilles de police de l'environnement - Suivi écologique et recherche | - surveillance des activités de pêche et de récolte - police de l'environnement | - Police de la nature - Suivi écologique - Incendies contrôlés - sensibilisation                                                       |

### Participation de la population locale
La population locale paraît être bien informée sur la présence du parc national et ses missions.
La confiance semblait être plus grande envers les ONG et organismes internationaux qu'envers le gouvernement, en 2014. De plus, la « bonne volonté » à participer à la protection de l'environnement paraît significativement moindre que dans d'autres sites gérés communautairement, selon une enquête menée dans le cadre d'une thèse en 2018.

### Évaluation de la gestion
En 2018, de nombreux problèmes touchent la gestion du parc national : haut niveau de corruption, manque de transparence, versement en retard et irrégulier du salaire du personnel de l'État (écogardes), et la trop faible participation des communautés locales sont probablement à l'origine de l’inefficacité de la gestion de l'aire protégée. Les lois de gestion forestières sont peu respectées et le public est mal informé de ces règles et ne dispose pas d'autres ressources que celles fournies par le milieu naturel que le parc tente de protéger.

## Biodiversité

### Flore
La végétation du parc peut être regroupée en cinq écotypes classés selon leur élévation, de la forêt de plaine aux prairies d'altitude en passant par la forêt de crête, de moyenne altitude et de montagne. Plus de 1 000 plantes y sont recensées, dont environ 953 espèces et 113 familles identifiées à ce jour, y compris de nombreuses espèces vulnérables. Le caractère distinctif du parc par rapport aux autres forêts du pays se révèle par la moindre présence des Caesalpiniaceae et la richesse de la flore arborescente dans les forêts de plaine. Si des similitudes se vérifient avec la végétation du parc nigérian voisin, l'affinité floristique est moins évidente dans les hauteurs à cause de variations climatiques et phytogéographiques. Au nombre des espèces menacées, se trouvent Diospyros crassiflora (une espèce d'ébène), Microberlinia bisulcata et Eremospatha tessmanniana.

### Faune

#### Mammifères

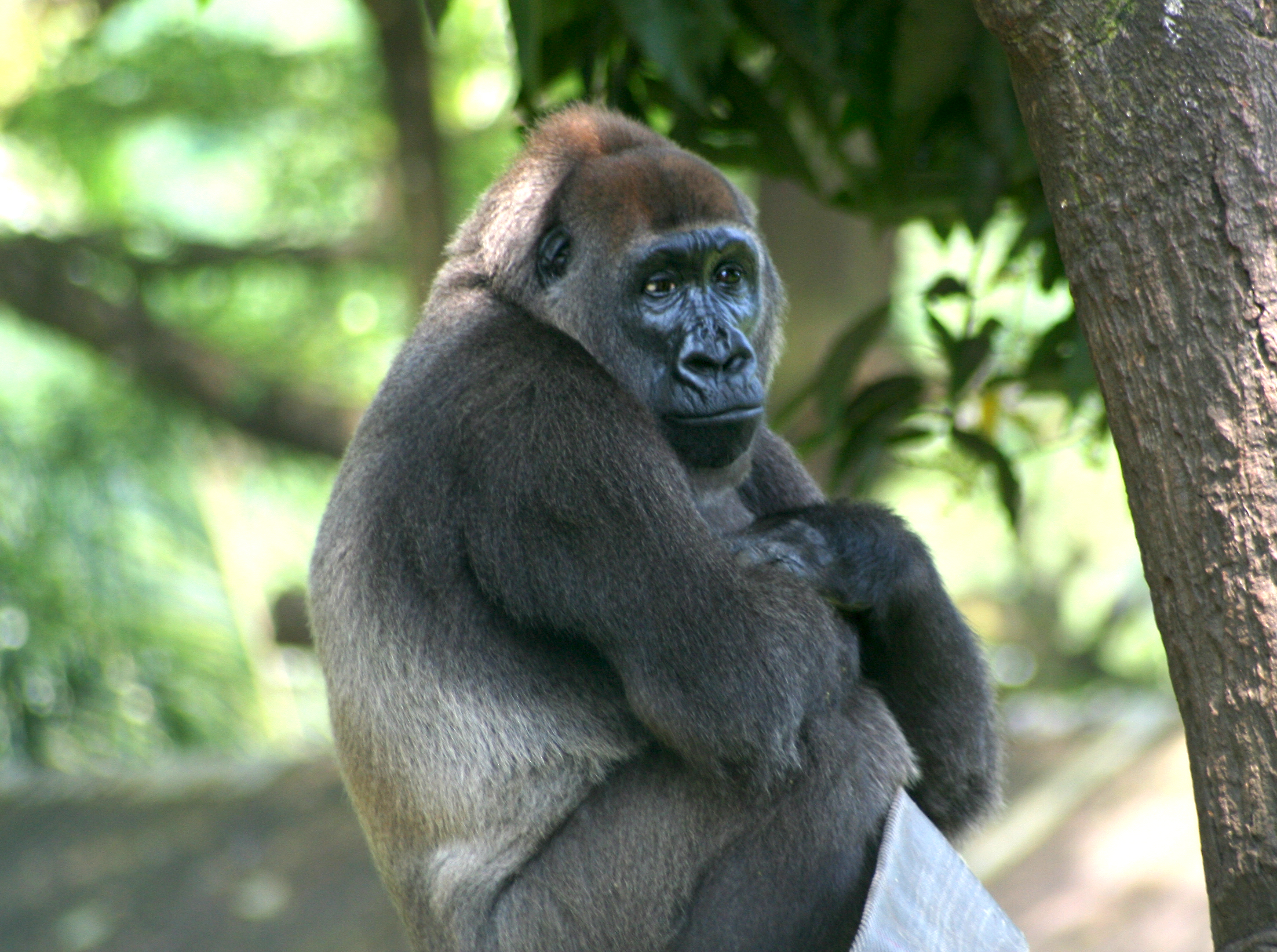
La protection du gorille de Cross River est l'un des enjeux clés du parc.

Les grands mammifères comptent peu d'individus dans le parc. Entre 15 et 22 espèces ont été répertoriées, comme l'éléphant de forêt d'Afrique (Loxodonta africana cyclotis), le céphalophe et le buffle nain. Parmi les huit espèces de primates enregistrées, plusieurs sont endémiques et, pour certaines, menacées, comme le Gorilla gorilla diehli, le chimpanzé du Nigeria (Pan troglodytes vellerosus), le drill (Mandrillus leucophaeus) et le cercopithèque de Preuss. En raison de la chasse, la forêt de Matene est l'aire du parc avec la plus faible diversité et abondance de grands mammifères.De plus le parc est habitée par nombreuses espèces d’oiseaux et de papillons, dont certaines sont endémiques de cette région.

#### Oiseaux
Avec 313 espèces d'oiseaux identifiées, le parc constitue un réservoir ornithologique remarquable en comparaison avec celui de Campo-Ma’an ou de Lobéké. Il remplit les conditions pour être considérée comme une zone importante pour la conservation des oiseaux, car il abrite des espèces menacées (comme le picatharte du Cameroun et le tisserin de Bannerman), à aire de répartition restreinte (comme l'hirondelle de forêt et le gonolek à ventre jaune) ou concentrées sur un biome (comme le phyllanthe à gorge blanche, habitant de l'afromontane). D'un point de vue biologique, les plus hautes parties du parc s'inscrivent en continuité avec le plateau d'Obudu .

#### Insectes
Le groupe des papillons diurnes ou Rhopalocères compte au moins 4 familles et 111 espèces dans le parc national. Les espèces les plus abondantes sont Eurema senegalensis (une pieride de couleur jaune), une espèces non-identifiée du genre Catuna et le grand papillon aux reflets bleues Hypolimnas salmacis. Les espèces présentes sont principalement des spécialistes des milieux forestiers ou des généralistes adaptés à la forêt secondaire.
La région du sud-ouest du Cameroun et des zones limitrophes est la plus riches en termes de diversité d'odonates, avec 182 espèces au total. À lui seul le parc de Takamanda abrite 67 espèces réparties en 11 familles. La diversité des libellules et demoiselles pourrait être séparée en deux communautés : une dans la plaine avec de nombreuses espèces guinéo-congolèses et une communauté de semi-montagne, qui se reproduit dans les torrents de forêt au-dessus de 700 m d'altitude.

#### Reptiles
Entre 70 et 80 espèces de reptiles et d'amphibiens sont répertoriées, dont 41 espèces de serpents, avec une majeure partie de Colubridae. Les conditions climatiques, la nature du terrain et la discrétion des espèces fouisseuses rendent leur décompte délicat. Leur nombre est proche des montagnes volcaniques du Cameroun (61 espèces enregistrées dans le parc national de Korup). Les serpents arboricoles se retrouvent également dans le sud du pays, contrairement aux espèces fréquentes dans les savanes, comme le python royal et le Dasypeltis scabra . Parmi les espèces endémiques, il est possible de citer les caméléons Trioceros wiedersheimi et Trioceros pfefferi. La consommation de certains reptiles, comme la tortue Kinixys homeana, le mamba vert de Jameson (Dendroaspis jamesoni) et le crocodile nain (Osteolaemus tetraspis tetraspis), contribuent à leur raréfaction. Les gestionnaires du parc doivent prendre en compte les croyances et les coutumes locales associées à ce type de faune, parfois utilisées dans les rituels ou la médecine traditionnelle.

## Peuplement humain
Une population relativement importante vie dans la réserve forestière de Takamanda et à proximité. La savane qui borde la limite Nord est parsemée de petits villages de quelques maisons (ce type d’établissement est caractéristique de ces montagnes). En dehors de Matene, Obonyi, Kekpane, plusieurs autres villages tels Mbilishi, Basho, Assan, Takamanga sont implantés à proximité de la limite Est.Les communautés locales jouent un rô très  essentiel dans la conservation du Park de  Takamanda.À travers une série d’activite  communautaires, des efforts sont déployés pour s’assurer que la conservation du parc profite à la fois à la faune et aux habitants de la dite région.